# 拜克塔什教團主權國
拜克塔什教团主权国（發音：[ʃtɛti sɔvɾan i uɾðɾit bɛktaʃi]）是一个拟议中的欧洲微型国家和城邦，領土位于现拜克塔什教团的总部，将完全包围在阿尔巴尼亚首都地拉那市内。如果该国建立，它将比梵蒂冈城国还小，成为世界上领土面积最小的国家，总面积为27英畝（0.11平方）。
阿尔巴尼亚总理埃迪·拉马已與拜克塔什教团领袖巴巴·蒙迪商討建國計畫，拉馬表示將在近期公布進一步細節。根据梵蒂冈模式，该国预计将只为拜克塔什教士和行政人員提供国籍。2024年9月，阿爾巴尼亞開始著手草擬在境內建立新國家的法案。這項法案除了需要阿尔巴尼亚议会通過外，還需要修改該國憲法。

## 歷史
拜克塔什教團是一個源自13世紀鄂圖曼帝國的蘇非教派，與奇茲爾巴什和阿列維派有著密切淵源。隨著帝國禁衛軍耶尼切里在奧斯曼政壇逐漸崛起，他們將拜克塔什信仰奉為軍團宗教，而遜尼派伊斯蘭教則主導著穆斯林米利特。
拜克塔什教徒一直遭到什葉派和遜尼派的迫害，因為後者視他們為異教徒而非穆斯林。1826年，在吉祥事變後，馬哈茂德二世解散了禁衛軍，並頒布教令取締拜克塔什教團。坦志麥特改革者拒絕給予阿列維派和拜克塔什教徒獨立的米列特地位。此後，他們只能在沒有官方認可的情況下秘密從事宗教活動，並經常遭到當局騷擾。許多信徒轉往政府管控較弱的偏遠地區，如安納托利亞東部和阿爾巴尼亞山區。
鄂圖曼帝國解體後，世俗化的土耳其共和國成立，總統穆斯塔法·凯末尔·阿塔图尔克在1925年下令關閉所有哈納卡，包括拜克塔什教團。這迫使教團領導層將總部從土耳其遷至地拉那。時至今日，土耳其憲法和宗教事務局仍不承認拜克塔什教徒和阿列維派的宗教少數群體地位。
在前阿爾巴尼亞共產黨領導人恩維爾·霍查1967年全面禁止宗教活動後，拜克塔什教團的影響力大幅下降。霍查執政期間，政府在教團世界總部的部分土地上興建倉庫。共產政權倒台後，私人開發商又未經許可在教團地產邊緣蓋房，導致教團失去更多土地。
據2023年統計，拜克塔什教徒約占阿爾巴尼亞人口的5%。至於土耳其的拜克塔什教徒人數則較難統計，因為他們常被歸入阿列維群體，後者在2006年約占土耳其人口的15%。
2024年9月21日，阿爾巴尼亞總理艾迪·拉馬宣布將建立拜克塔什教團主權國，以展現宗教包容，並提升阿爾巴尼亞乃至全球對伊斯蘭教的觀感。

## 政府與國際承認

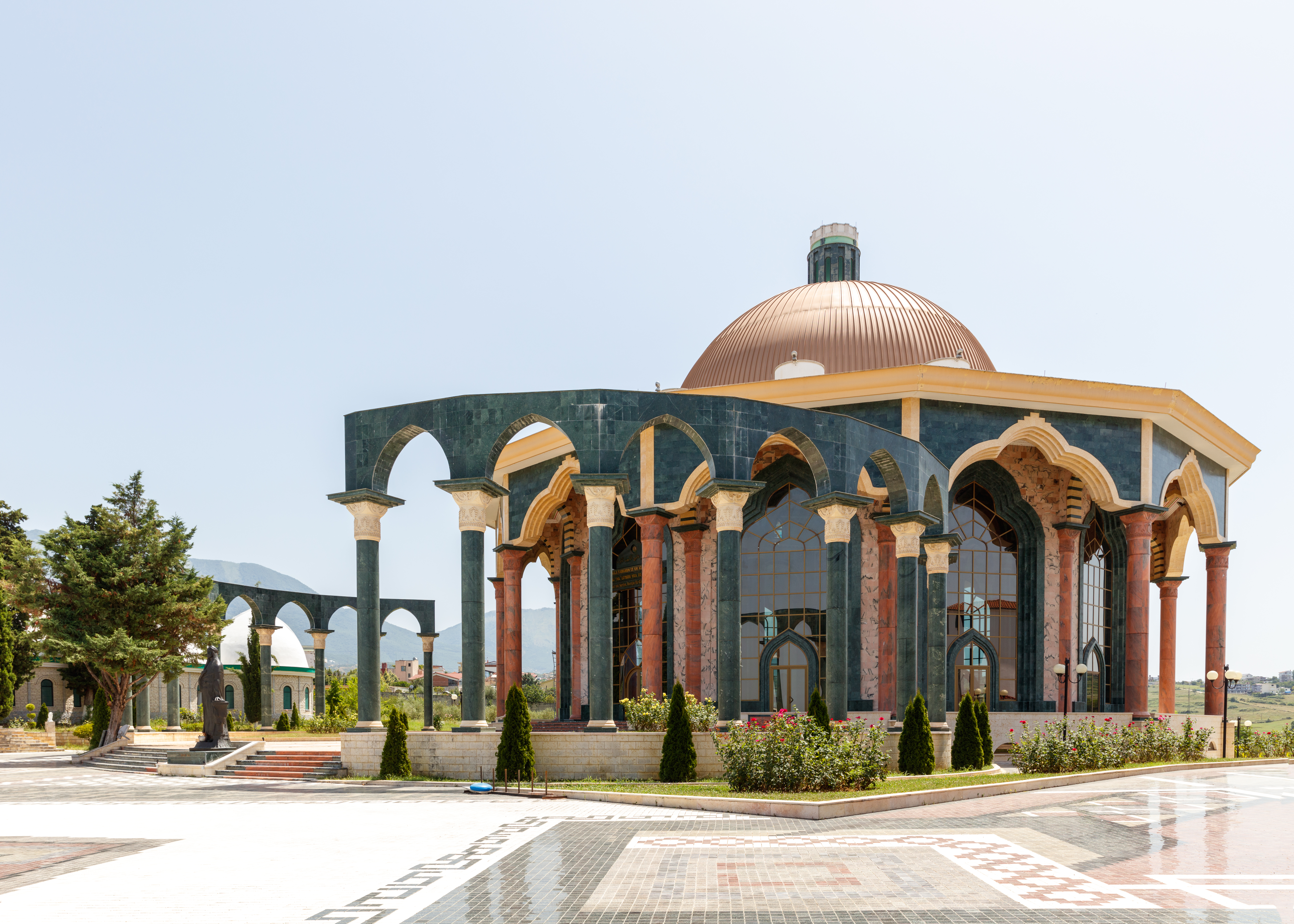
位於阿爾巴尼亞首都地拉那的拜克塔什教團世界總部建築

新國家的成立需要阿爾巴尼亞議會批准。由於阿爾巴尼亞憲法第1條第2款規定「阿爾巴尼亞共和國是統一且不可分割的國家」，因此還需要修憲，這需要獲得三分之二議員的支持。
教團最高領袖巴巴·蒙迪表示，他將以精神領袖身份擔任國家元首，並強調新國家不會設立軍隊、邊防或法院。
這個新國家計劃允許飲酒，女性也可自由選擇穿著，這與其他保守的伊斯蘭神權國家形成鮮明對比。
在宣布後的採訪中，巴巴·蒙迪表示，新國家將效仿梵蒂岡，只向教士和政府行政人員發放公民身份。他認為，獲得主權地位將提升教團地位，增強打擊穆斯林世界和國際社會中激進思想的能力。新國家的護照擬採用在伊斯蘭教中具有特殊意義的綠色。
巴巴·蒙迪在隨後的採訪中指出，許多面臨宗教極端主義或緊張局勢的國家，都有意支持像拜克塔什教團這樣的溫和宗教運動。他認為沙烏地阿拉伯、阿拉伯聯合大公國和卡達等國可能會支持該教團的和平蘇非什葉派傳統，以推廣伊斯蘭教的溫和理念。他還提到，像中國這樣面臨激進伊斯蘭問題的國家，可以與拜克塔什教團結盟，在不引發分裂的前提下對抗極端主義。教團相信，國際社會終將認識到扶持溫和力量的重要性，並將視拜克塔什教團主權國為促進全球和平、包容與對話的重要夥伴。
阿爾巴尼亞記者阿爾貝爾·希塔伊（Arbër Hitaj）和安全專家伊利爾·庫拉（Illir Kulla）認為，這個新國家可能會類似於馬爾他騎士團，後者是一個天主教修會，雖然國際法承認其主權地位，也與各國建立外交關係，但與梵蒂岡不同，除了享有治外法權的總部和其他建築物外，並無實際領土。
据报道，前罗马天主教会领袖和梵蒂冈城君主教皇方济各于2025年1月会见了巴巴·蒙迪，支持建立贝克塔什教团主权国。

## 反對聲浪
這項提議亦引發諸多反對意見。阿爾巴尼亞穆斯林社群認為這是「危及國家前途的危險先例」，並批評當局未與各宗教團體商討便提出此議。阿列維-拜克塔什聯合會的代表則透過亞塞拜然-土耳其媒體 Haber Global 發表聲明，強調「拜克塔什教義與宗教國家是互不相容的概念」。
受訪的阿爾巴尼亞民眾向歐洲新聞台表達了對經濟方面的憂慮，也擔心阿爾巴尼亞會變成「伊斯蘭國家」。另有民眾向巴爾幹洞察網表示，這項計畫不過是埃迪·拉馬為轉移國內醜聞注意力，謀求正面新聞報導的策略。
圖賓根大學穆斯林神學中心研究員貝斯尼克·西納尼（Besnik Sinani）指出，將這個計畫與梵蒂岡相提並論是經不起歷史檢驗的，這是「前所未有的當代宗教工程實驗」。他認為，這將「打破阿爾巴尼亞長久以來政教分離的傳統」。